# Biển canxit

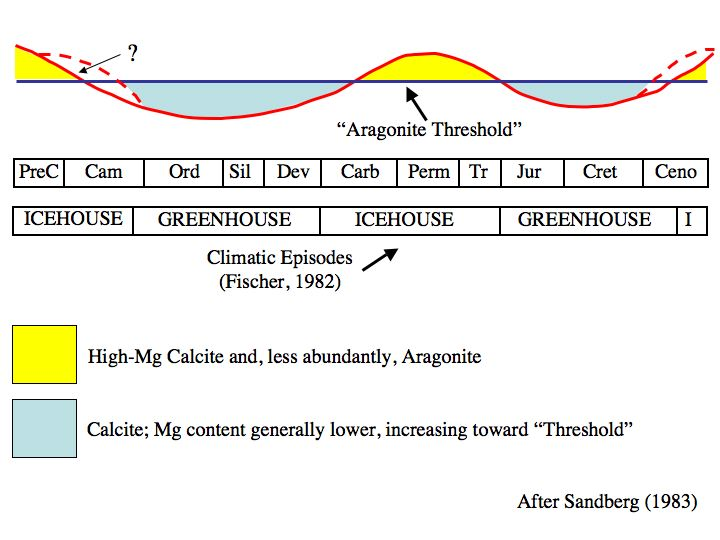
Sự thay đổi luân phiên giữa biển calcit và biển aragonit qua niên đại địa chất.

Biển calcit là biển có calcit chứa ít magnesi là kết tủa calci cacbonat vô cơ chính. Biển aragonit thay vào đó có aragonit và calcit giàu magnesi là kết của cacbonat chính. Những năm đầu thời kỳ Đại Cổ sinh và Giữa đến cuối thời kỳ Đại Trung sinh đại dương là chủ yếu là biển calcit, trong khi Giữa Đại Cổ sinh đến Đầu Đại Trung Sinh và Đại Tân sinh (bao gồm cả ngày nay) là đặc trưng của biển aragonit (theo Wilkinson et al. Năm 1985; Wilkinson và Given, 1986; Morse và Mackenzie Năm 1990, Lowenstein et al. Năm 2001; Palmer và Wilson năm 2004).

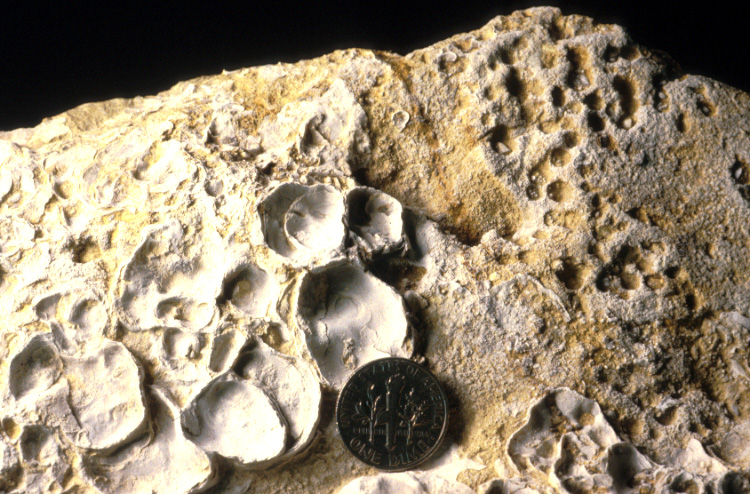
đá kỷ Jura với cặn hàu và lỗ khoan.

Tác động địa chất và sinh học quan trọng nhất của biển calcit bao gồm sự hình thành và phát triển nhanh chóng của đất cứng chứa cacbonat, (theo Palmer, Năm 1982; Palmer et al. 1988; Wilson và Palmer, năm 1992), các hóa thạch ooids (theo Sandberg Năm 1983; Wilkinson et al. Năm 1985), xi măng calcit (Wilkinson và Given, 1986), và dung dịch các vỏ aragonit ở vùng biển nông và ấm (theo Cherns và Wright, Năm 2000, Palmer và Wilson năm 2004). Phần đất cứng đã rất phổ biến, ví dụ là biển calcit ở kỷ Ordovic và kỷ Jura, nhưng không có trong biển aragonit Kỷ Permi (theo Palmer năm 1982).
Hóa thạch của động vật không xương sống được tìm thấy ở hoá thạch biển calcit thường chủ yếu là vỏ calcit rất dày(Wilkinson Năm 1979; Stanley và Hardie Năm 1998, Năm 1999, Porter năm 2007), của động vật sống dưới biển và có vỏ dày (Pojeta năm 1971), hoặc có một vỏ bên trong bằng aragonit một vỏ ngoài bằng calcit (Harper et al. Năm 1997). Điều này rõ ràng là do argonit hoà tan nhanh ở đáy biển và chuyển sang có 2 khoáng chất(Palmer và Wilson năm 2004).
Khoảng thời gian biển calcit trùng hợp với quãng thời gian ngắn xảy ra tách giãn đáy đại dương và hiệu ứng nhà kính toàn cầu (Stanley và Hardie, 1999). Đáy biển tách giãn tuần hoàn nước biển qua miệng phun thủy nhiệt, giảm tỷ lệ magnesi so với calci trong nước biển qua quá trình biến chất của khoáng chất giàu calci trong đá bazan biến thành đất sét giàu magnesi (Wilkinson và Given, 1986; Lowenstein et al. Năm 2001). Việc giảm tỉ lệ Mg/Ca tạo điều kiện thuận lợi cho sự phát triển của calcit so với aragonit. Sự tăng cường tách giãn đáy biển cũng có nghĩa là tăng các hoạt động núi lửa mức độ của cacbon dioxide trong bầu không khí và đại dương. Điều này có thể cũng có ảnh hưởng đến đa hình của calci cacbonat kết tủa (Lowenstein et al. Năm 2001). Tiếp theo, nồng độ calci ở nước biển cao tạo điều kiện thuận lợi cho việc trôn CaCO3, do đó loại bỏ kiềm khỏi đại dương, hạ độ pH của nước biển và giảm độ acid.

## Bộ sưu tập ảnh

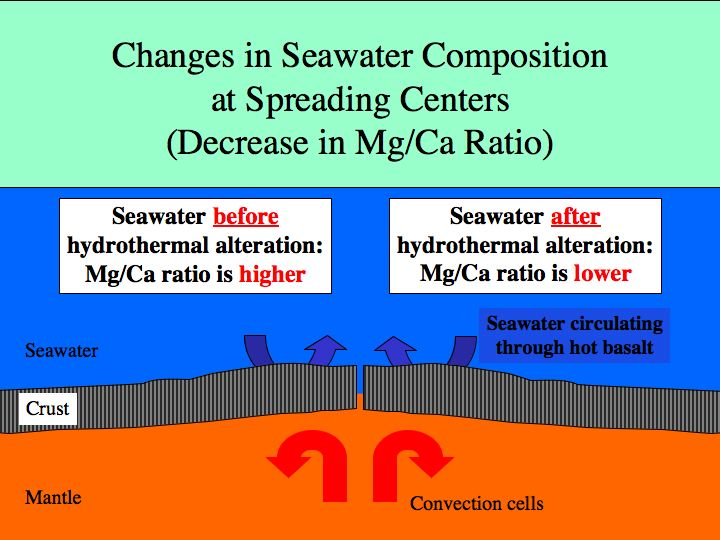
Cơ chế thay đổi Mg/Ca trong nước biển.
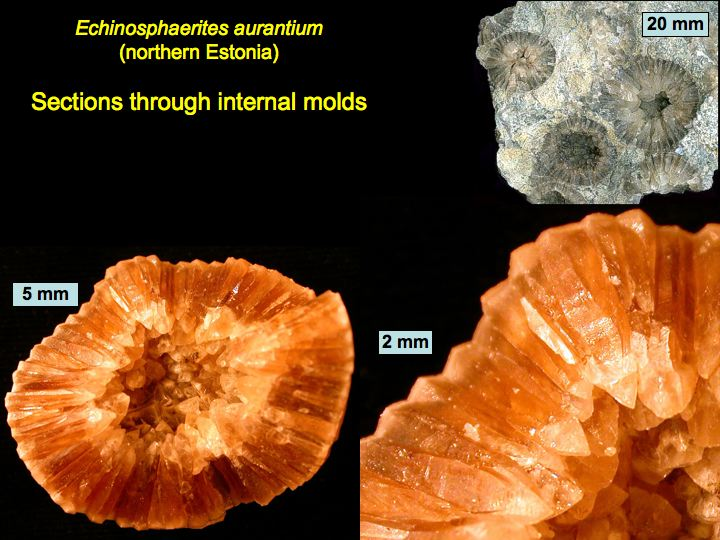
Hoá thạch cystoid Echinosphaerites kỷ Ordovic bị lấp đầy bởi xi măng calcit
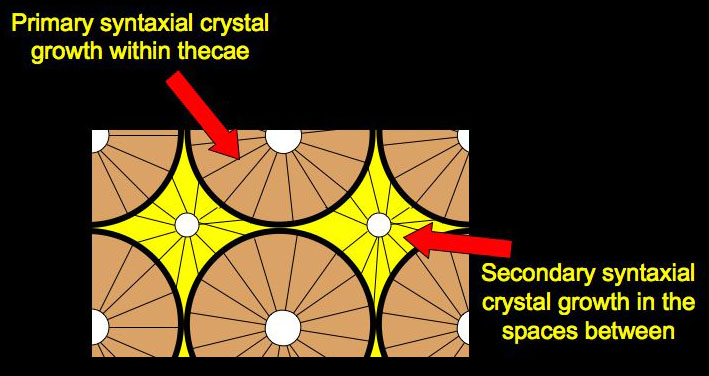
Hoạt hình cho thấy sự lấp đầy xi măng calcit trong Echinosphaerites
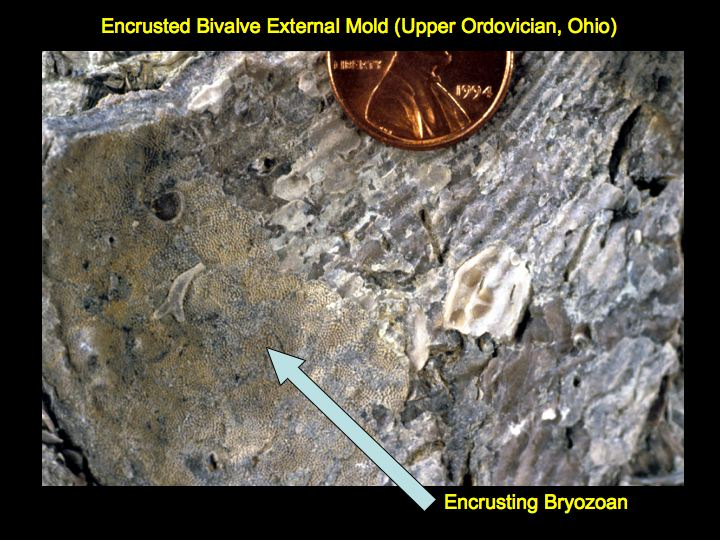
Vỏ của động vật hai mảnh vỏ kỷ Ordovic cho thấy sự phân huỷ của aragonit và thay vào đó là sự lấp đầy bởi xi măng calcit
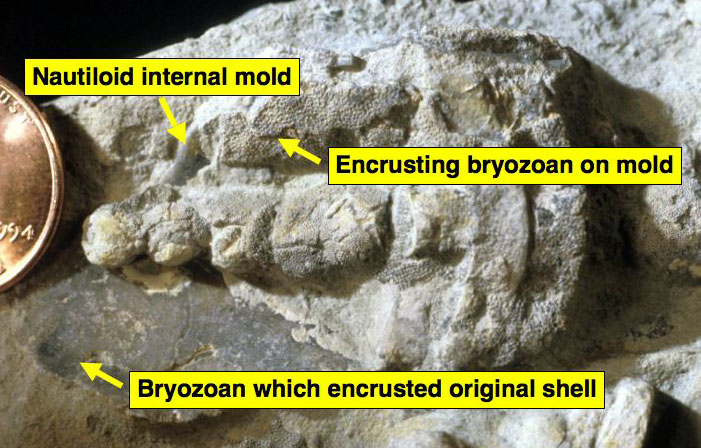
Hoá thạch của động vật lớp anh vũ kỷ Ordovic cho thấy sự phân huỷ của aragonit và thay vào đó là sự lấp đầy bởi xi măng calcit
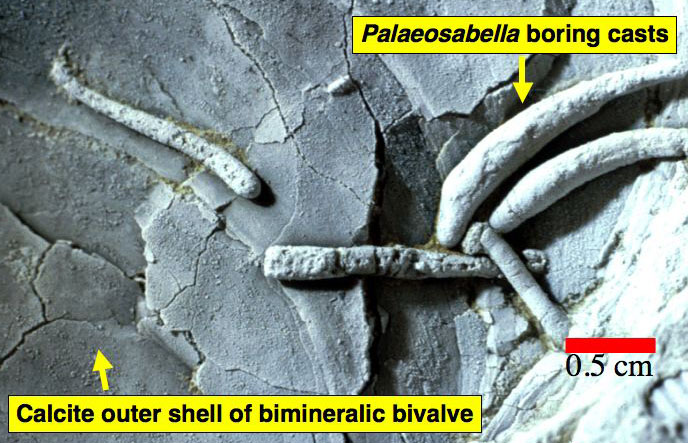
Lỗ khoan của Palaeosabella khoan vào chỗ cho thấy sự phân huỷ của aragonit và thay vào đó là sự lấp đầy bởi xi măng calcit ở động vật hai mảnh vỏ kỷ Ordovic
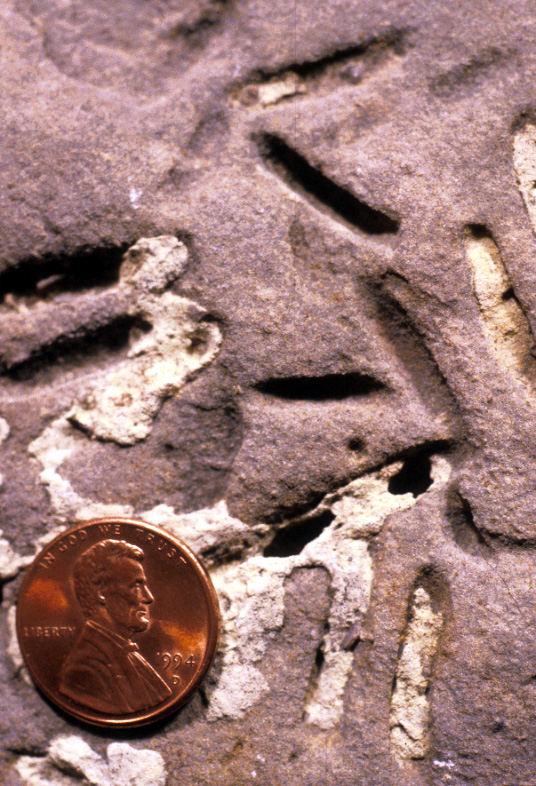
Lỗ khoan Petroxestes ở đất cứng kỷ Ordovic được lấp đầy bởi xi măng calcit